# System III
System III (произносится как англ. System three, AT&T UNIX System III, иногда System 3) — версия операционной системы Unix, выпущенная AT&T Unix Support Group (USG). Получила распространение за пределами Bell Labs в 1982. Создана на основе нескольких Юниксов: PWB/UNIX 2.0, CB UNIX 3.0, UNIX/TS 3.0.1 и UNIX/32V, работала на компьютерах DEC PDP-11 и VAX.
System III получила название в соответствии с версиями UNIX/TS 3.0.1 и CB UNIX 3. В документации употребляется название UNIX Edition 3.0, однако не существовало версий System I или System II, также как и System IV (за ней сразу последовала System V, созданная на базе UNIX/TS 5.0).
В System III появились такие новые функции как именованные каналы и команда uname. Также были добавлены функции, разработанные сторонними организациями.
На основе System III были созданы многочисленные разновидности UNIX (ранние версии) от сторонних производителей: HP-UX, IRIX, IS/3, PC-UX, PNX, SINIX, Venix и Xenix.